# Mamblas
Mamblas ist ein zentralspanischer Ort und eine Gemeinde (Municipio) mit 196 Einwohnern (Stand: 2024) in der Provinz Ávila in der Autonomen Region Kastilien-León. 

## Lage und Klima
Mamblas liegt auf der Südseite der Sierra de Gredos in der Provinz Ávila in einer Höhe von ca. 820 m. 
Die Entfernung nach Ávila beträgt knapp 53 km (Fahrtstrecke) in südsüdöstlicher Richtung. Das Klima ist gemäßigt bis warm; der Regen (ca. 461 mm/Jahr) fällt mit Ausnahme der trockenen Sommermonate übers Jahr verteilt.

## Bevölkerungsentwicklung
| Jahr      | 1970 | 1981 | 1991 | 2001 | 2011 | 2021 |
| Einwohner | 403  | 325  | 332  | 277  | 232  | 202  |

## Sehenswürdigkeiten

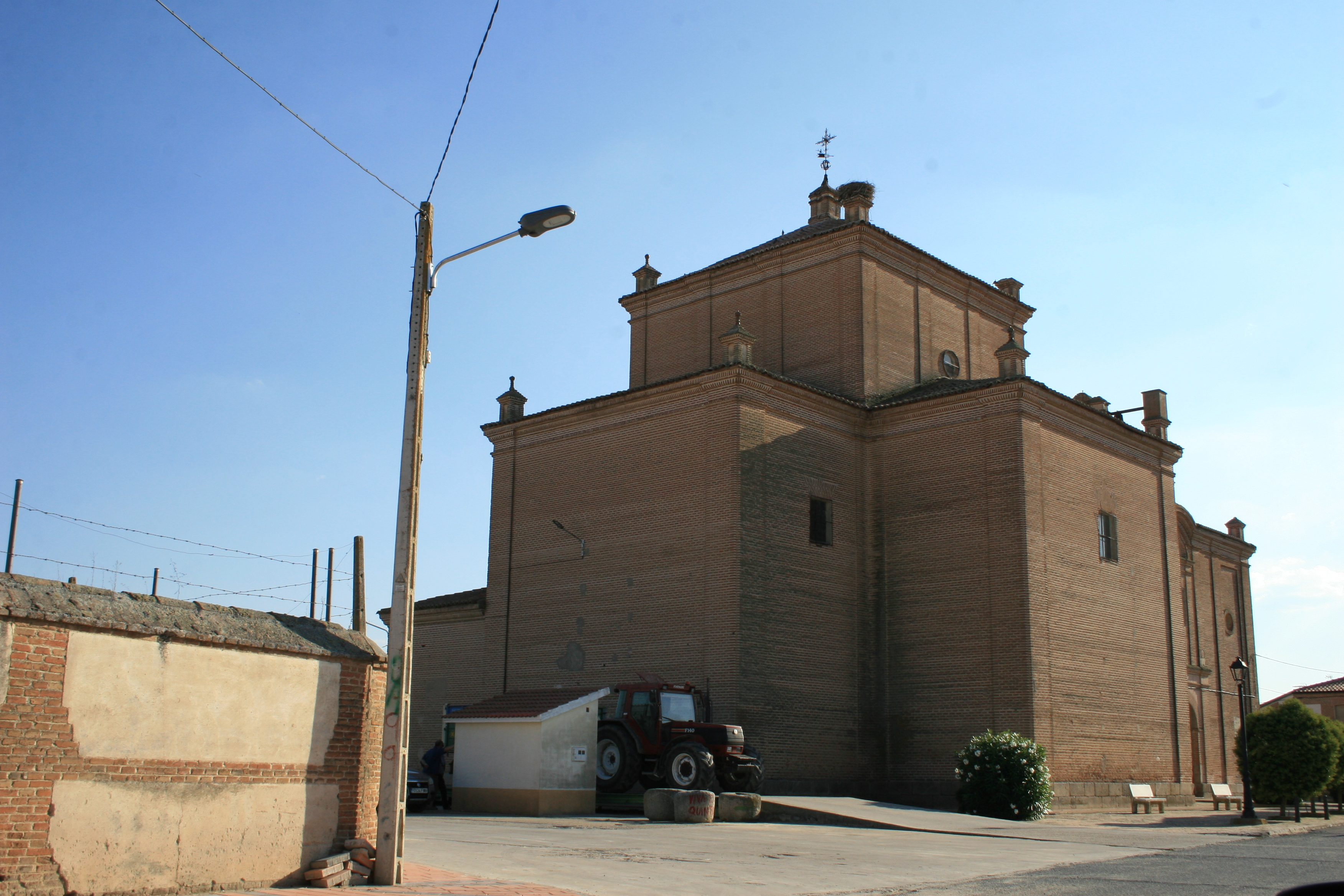
Laurentiuskirche

- Laurentiuskirche